# Testosteron
Testosteron, 17β-hydroksy-4-androsten-3-on – organiczny związek chemiczny z grupy androgenów, podstawowy męski steroidowy hormon płciowy. Jest produkowany przez komórki śródmiąższowe Leydiga w jądrach pod wpływem hormonu luteinizującego, a także w niewielkich ilościach przez korę nadnerczy, jajniki i łożysko.
We krwi tylko niewielka część testosteronu występuje w postaci wolnej oraz związanej z albuminami, reszta jest związana (nieaktywna) z białkiem transportowym SHBG (sex hormone binding globuline).
W tkankach docelowych dochodzi do przemiany testosteronu w 2,5 raza silniejszą formę 5-α-dihydrotestosteron. Aby wywrzeć swoje działanie biologiczne testosteron łączy się z receptorami dla hormonów sterydowych znajdujących się w cytoplazmie i jądrze komórek efektorowych.
W leczeniu stosowane są pochodne testosteronu – estry do stosowania doustnego lub iniekcji o powolnym uwalnianiu z tkanki mięśniowej.

## Działanie
- kształtowanie płci i cech płciowych w życiu płodowym (jego niedobór, brak, lub wada receptorów u płodu z kariotypem XY powoduje wady rozwojowe takie jak: spodziectwo, obojnactwo rzekome męskie, szczególnym przypadkiem jest zespół niewrażliwości na androgeny)[2]. Pod wpływem testosteronu wydzielanego przez komórki Leydiga przewody Wolffa rozwijają się w najądrza, nasieniowody i kanaliki plemnikotwórcze[3].
- wpływa na spermatogenezę (egzogenny testosteron był badany pod kątem użycia jako środek antykoncepcyjny dla mężczyzn)[4],
- wykształcanie się wtórnych cech płciowych (budowa ciała, głos, typ owłosienia, zarost twarzy itp.),
- wpływ anaboliczny poprzez pobudzenie syntezy białek (powoduje także zwiększenie masy mięśniowej[5] itp.),
- może zwiększać poziom libido (przy długotrwałym stosowaniu efekt ten zanika),
- do niedawna sądzono, że przyspiesza zakończenie wzrostu kości długich, nowsze badania wykazały, że odpowiedzialne za to są estrogeny[6]
- pobudza rozwój gruczołu krokowego, zwiększa jego objętość, silnie pobudza rozwój raka prostaty (z tego względu stosowanie testosteronu jako leku powinno być pod regularną kontrolą poziomu PSA)
- zwiększa poziom cholesterolu we krwi (zatem teoretycznie zwiększa ryzyko miażdżycy tętnic) – w przeciwieństwie do estrogenów, które zmniejszają poziom cholesterolu we krwi, może podnosić ciśnienie krwi. Nierozstrzygnięty jest ciągle wpływ testosteronu na zwiększenie ryzyka chorób serca i naczyń[7]. Stosowanie testosteronu w postaci żelu u mężczyzn z objawami hipogonadyzmu prowadzi do istotnego zwiększenia objętości niezwapniałych blaszek miażdżycowych[8].

## Testosteron u kobiet
Testosteron stosowany u kobiet wykazuje działanie anaboliczne – jednak leczniczo jest to bardzo rzadko praktykowane z uwagi na niepożądane działania, takie jak: maskulinizacja, hirsutyzm. Stosuje się najczęściej w przypadku zaawansowanych, hormonalnie czynnych nowotworów. Testosteron podany kobiecie będącej w ciąży może u płodów żeńskich wywołać objawy maskulinizacji i cech obojnactwa rzekomego żeńskiego. Również patologicznie nadmierne wydzielanie pochodnych testosteronu z nadnerczy (w wyniku defektu genetycznego) przez rozwijający się płód żeński może powodować zespół nadnerczowo-płciowy z cechami obojnactwa rzekomego żeńskiego.